# Claussenomyces
Claussenomyces Kirschst. (klauzenomyces) – rodzaj grzybów z rodziny Tympanidaceae.

## Charakterystyka
Owocniki typu apotecjum, poduszeczkowate, do 0,6 mm średnicy, 0,6 mm wysokości, nieco podłużnie wydłużone, czasami soczewkowate, siedzące lub na niewielkim trzonie, rosnące w grupach, rzadko pojedynczo. Hymenium od całkowicie zielonkawobiałego do czarniawozielonego, w niektórych przypadkach czerwonobrązowego. Strona zewnętrzna gładka, tej samej barwy co hymenium. Brzeg regularny. Miąższ galaretkowaty, elastyczny, mniej lub bardziej zielonkawy lub brązowawy. Niektóre gatunki razem z apotecjami tworzą anamorfy o mniej lub bardziej maczugowatym kształcie i tej samej barwy co apotecjum, u innych brak anamorfy.
Askospory wrzecionowate lub cylindryczne, czasem lekko zakrzywione, z 3-16(- 21) mniej lub bardziej widocznymi przegrodami poprzecznymi, a czasem z jedną lub więcej podłużnymi, gładkie, szkliste, nieregularnie ułożone w worku;. W niektórych przypadkach askospory mogą podzielić się na zaokrąglone lub wydłużone wtórne zarodniki. Worki normalnie maczugowate, 8-zarodnikowe, amyloidalne lub nieamyloidalne, wyrastające z pstorałek. Parafizy cylindryczne, powiększone i rozwidlone w górnej części lub rozgałęzione. Ekscypulum złożone z dwóch warstw, warstwa zewnętrzna jest żelatynowata.
Nadrzewne grzyby saprotroficzne rozwijające się na butwiejącym i pozbawionym kory drewnie liściastym lub iglastym, na szyszkach lub żywicy. Owocniki tworzą przez cały rok, ale głównie jesienią.

## Systematyka i nazewnictwo
Pozycja w klasyfikacji według Index Fungorum: Tympanidaceae, Helotiales, Leotiomycetidae, Leotiomycetes, Pezizomycotina, Ascomycota, Fungi.
Synonim nazwy naukowej: Corynella Boud.
Nazwa polska według W. Fałtynowicza.

## Gatunki
- Claussenomyces atrovirens (Pers.) Korf & Abawi 1971
- Claussenomyces australis G.W. Beaton 1978
- Claussenomyces canariensis Ouell. & Korf 1979
- Claussenomyces clavatus Ouell. & Korf 1979
- Claussenomyces dacrymycetoideus Ouell. & Korf 1979
- Claussenomyces imperspicuus (Sacc., E. Bommer & M. Rousseau) Iturr. & Korf 1991
- Claussenomyces jahnianus Kirschst. 1923
- Claussenomyces kirschsteinianus (Kirschst.) G. Marson & Baral 1992
- Claussenomyces luteoviridis Ouell. & Korf 1974
- Claussenomyces olivaceus (Fuckel) Sherwood 1981 – klausenomyces smołowy
- Claussenomyces pini A. Funk 1986
- Claussenomyces pleomorphicus Gamundí & Giaiotti 1995
- Claussenomyces prasinulus (P. Karst.) Korf & Abawi 1971
- Claussenomyces pseudotsugae (J.W. Groves) Ouell. & Piroz. 1974
- Claussenomyces pusillus (Rehm) Korf & Abawi 1971
- Claussenomyces salviicolor (Ellis & Everh.) Korf & J.R. Dixon 1974
- Claussenomyces simplex Gamundí 1998
- Claussenomyces tympanoides (Ellis & Everh.) Iturr. & Korf 1991

Nazwy naukowe na podstawie Index Fungorum. Nazwy polskie według checklist W. Fałtynowicza.